# Hans hemliga fru
Hans hemliga fru (originaltitel: Vivacious Lady) är en amerikansk romantisk komedi från 1938 i regi av George Stevens. I huvudrollerna ses James Stewart och Ginger Rogers. Filmen nominerades för två Oscars.

## Handling
Professor Peter Morgan (James Stewart) åker till staden på en resa. Där träffar han nattklubbsångerskan Francey Brent (Ginger Rogers) som han snart gifter sig med. Men hur ska han kunna berätta vad som hänt för sina konservativa föräldrar och fästmö där hemma?

## Rollista i urval
- Ginger Rogers
- James Stewart
- James Ellison
- Beulah Bondi
- Charles Coburn
- Frances Mercer